# Malen nach Zahlen

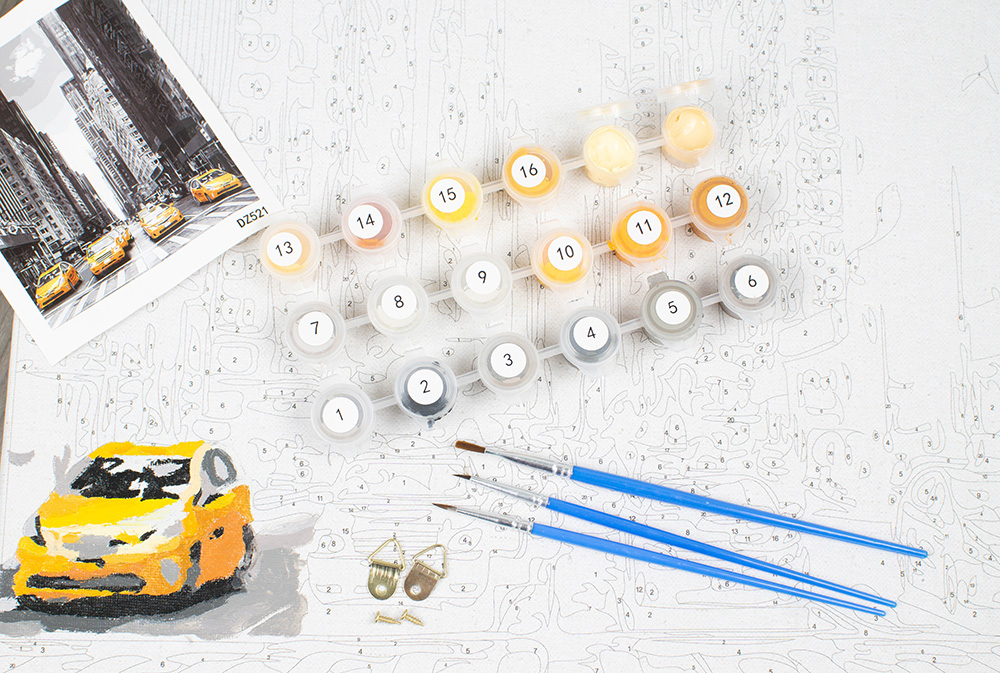
Ein Malen-nach-Zahlen-Set

Malen nach Zahlen bezeichnet das Ausfüllen eines vorgegebenen Bildes mit Farben. Die Vorlage wird durch ein Netz von Flächenkonturen gebildet. Die Aufgabe für den künstlerischen Laien besteht im Ausmalen dieser Flächen. Welche Farbe verwendet werden soll, wird durch eine Zahl innerhalb einer jeden Fläche angegeben.
Zum Teil ist es so möglich, aus einer Zeichnung mehrere verschiedene Bilder entstehen zu lassen. Malen nach Zahlen zählte im Bereich der Hobbykunst lange Zeit zu den beliebtesten Möglichkeiten, sich als Laie in der Malerei zu versuchen.
Malen nach Zahlen ist meistens als Komplettpackung (Set) erhältlich, in dem ein Pinsel, „Acrylfarben“ auf Wasserbasis (Malen ohne Geruchsbelästigung) oder auch Öl-Farben sowie ein leinenstrukturierter Malkarton mit dem aufgedruckten Motiv zum Ausmalen und eine detaillierte Anleitung enthalten sind. Es gibt auch Sets, bei denen die einzelnen Flächen nicht nur mit Zahlen, sondern auch mit Buchstaben versehen sind. Die Zahlen finden die Käufer auf den Farbtöpfchen wieder. Die Flächen mit Buchstaben werden eins zu eins gemischt, zum Beispiel aus den Farben 1 + 10 = A jeweils die gleiche Menge. In diesen Sets befindet sich auch ein Kontrollblatt mit den anzumischenden Farbkombinationen.
In den 1960er Jahren machte Andy Warhol Malen nach Zahlen in seinen Do-It-Yourself-Bildern zum Thema eigener künstlerischer Arbeit.
Malen nach Zahlen ist eine Wortmarke der Ravensburger AG und des Vertriebs Mammut sowie der amerikanischen Dimensions-crafts (PaintWorks Paint-by-number), die mittlerweile auch in Deutschland erhältlich sind. Ein weiterer Anbieter von Malen-nach-Zahlen-Motiven ist die Firma Schipper Arts & Crafts GmbH aus Nürnberg. Die Technik wurde von Palmer’s Paint Company erfunden.

## Erfinder
Die Erfindung wird dem Künstler Dan Robbins zugeschrieben. Der US-Amerikaner entwickelte die Idee in den 1940er-Jahren und starb am 1. April 2019, 93-jährig in Ohio. Er arbeitete damals bei einem Farbhersteller. 2004 gab er in einem Interview an, dabei von Leonardo da Vinci inspiriert worden zu sein. Firmenchef Max S. Klein († 1993) schlug Landschafts- und Tiermotive vor, die ersten Dutzende Vorlagen fertigte Robbins an, später wurden andere Künstler beauftragt. In den 1950er-Jahren wurden viele solcher Vorlagen verkauft, 2001 widmete das Nationalmuseum für amerikanische Geschichte, Washington den Do-it-yourself-Bildern eine Ausstellung.

## Abwandlungen
Eine Abwandlung des Prinzips ist es, ein Bild zu vervollständigen, indem mit nummerierte Punkte in aufsteigender Reihenfolge mit geraden Linien verbunden werden. Diese Variante lässt sich etwa häufig auf den Verpackungen von Frühstücksflocken finden.
Auch werden gelegentlich Flächen von vorgegebenen Strickmustern mit Zahlen nummeriert, um die Verwechslung ähnlicher Farbtöne zu vermeiden.

## Sonstiges
Der Begriff "Malen nach Zahlen" hat Einzug in den alltäglichen Sprachgebrauch gefunden, indem damit Techniken oder Arbeitsabläufe bezeichnet werden, die so vorbereitet sind, dass sie auch eine nicht unterwiesene Person ohne größere Anleitung durchführen kann ("idiotensicher").